# Vaidas Baumila
Vaidas Baumila er en litauisk sanger og skuespiller. Han vandt den 21. februar 2015 den litauiske forhåndsudvælgelse til 2015 i Wien sammen med sangerinden Monika Linkytė. De skal sammen fremføre nummeret "This Time", som var blevet udvalgt som det litauiske bidrag en uge forinden.